# Monday James
Monday James (19 de outubro de 1986) é um futebolista nigeriano, que joga como defensor, medalhista olímpico de prata. 

## Carreira
Ele foi membro da Seleção Sub-20 Nigeriana que disputou os Jogos Olímpicos de Verão de 2008 e terminou na segunda colocação, somente atrás da Argentina. Também terminou na segunda colocação do Campeonato Mundial de Futebol Sub-20 de 2005.